# 人生 (电影)
《人生》是1984年拍摄的一部中国电影，导演吴天明，主演周里京（男主角）、吴玉芳（女主角）。
该影片根据路遥的同名小说《人生》改编，讲述的下乡的知识青年高加林（周里京饰）和农村姑娘巧珍（吴玉芳饰）之间的爱情故事。
该片获得1985年百花奖最佳影片奖和最佳女主角奖，以及1985年金鸡奖最佳音乐奖。